# بلانزي لا سالونيز
بلانزي لا سالونيز هي بلدية فرنسية تقع في إقليم الأردين في منطقة غراند إيست.   